# Unione Sportiva Lucchese Libertas 1935-1936
Questa pagina raccoglie i dati riguardanti l'Unione Sportiva Lucchese Libertas nelle competizioni ufficiali della stagione 1935-1936.

## Stagione
La Lucchese vinse il campionato di Serie B e conquistò la prima storica promozione in Serie A (già in precedenza aveva militato in massima divisione, nel 1922-1923, ma non era a girone unico).
In Coppa Italia fu subito eliminata dall'Aquila: dopo il pari interno nella prima partita (2-2), nella ripetizione su campo avversario la Lucchese schierò otto riserve venendo così sconfitta per 2-0. 

## Rosa
| N. |                   | Ruolo | Calciatore         |
| -- | ----------------- | ----- | ------------------ |
|    | Italia (bandiera) | C     | Pio Roberto Alice  |
|    | Italia (bandiera) | C     | Piero Andreoli     |
|    | Italia (bandiera) | A     | Bruno Biagini      |
|    | Italia (bandiera) | A     | Elpidio Coppa      |
|    | Italia (bandiera) | C     | Guido Dossena      |
|    | Italia (bandiera) | C     | Libero Marchini    |
|    | Italia (bandiera) | A     | Mariano Marianetti |
|    | Italia (bandiera) | A     | Osvaldo Martini    |
|    | Italia (bandiera) | A     | Danilo Michelini   |

| N. |                   | Ruolo | Calciatore         |
| -- | ----------------- | ----- | ------------------ |
|    | Italia (bandiera) | C     | Selvaggio Morelli  |
|    | Italia (bandiera) | C     | Salvatore Musmeci  |
|    | Italia (bandiera) | P     | Aldo Olivieri      |
|    | Italia (bandiera) | A     | Giovanni Parissone |
|    | Italia (bandiera) | D     | Antonio Perduca    |
|    | Italia (bandiera) | D     | Ivo Pescini        |
|    | Italia (bandiera) | D     | Bruno Ricci        |
|    | Italia (bandiera) | A     | Bruno Scher        |
|    | Italia (bandiera) | A     | Vinicio Viani      |

## Risultati

### Serie B

#### Girone di andata
| Arbitro: | Moretti (Genova) |

|             |           |  |
| Coppa Viani | Marcatori |  |

| Arbitro: | Saracini (Ancona) |

|           |           |  |
| Pavanello | Marcatori |  |

| Arbitro: | Biancone (Roma) |

|  |           |          |
|  | Marcatori | Marchini |

| Arbitro: | Gianelli (Genova) |

|                      |           |  |
| Biagini Viani ?’, ?’ | Marcatori |  |

| Arbitro: | Scotto (Savona) |

|  |           |                  |
|  | Marcatori | Viani Marianetti |

| Arbitro: | Gonani (Ravenna) |

|                    |           |              |
| Ferretti ?’, ?’ Re | Marcatori | ?’, ?’ Viani |

| Arbitro: | Mazzarini (Roma) |

|               |           |                    |
| Coppa Biagini | Marcatori | ?’ (rig.) Garraffa |

| Arbitro: | Piccoli (Bologna) |

|       |           |                |
| Viani | Marcatori | ?’, ?’ Bertoni |

| Arbitro: | Levrero (Genova) |

|                       |           |              |
| Trebbi Cavazzi ?’, ?’ | Marcatori | ?’, ?’ Coppa |

| Arbitro: | Turbiani (Ferrara) |

|              |           |           |
| Viani ?’, ?’ | Marcatori | Giorgetti |

| Verona 1 dicembre 1935 11ª giornata | Verona            | 0 – 0 referto | Lucchese | Stadio Comunale Bentegodi\| Arbitro: \| Bertolio (Torino) \| |
| Arbitro:                            | Bertolio (Torino) |               |          |                                                              |

| Arbitro: | Bertoli (Vicenza) |

|        |           |       |
| Fenini | Marcatori | Viani |

| Arbitro: | Tonnetti (Roma) |

|                             |           |           |
| Scher Viani ?’, ?’ Marchini | Marcatori | Cominelli |

| Arbitro: | Scotti (Taranto) |

|     |           |          |
| Bon | Marcatori | Marchini |

| Arbitro: | Fois (Roma) |

|                           |           |         |
| Viani ?’, ?’, ?’ Andreoli | Marcatori | Mazzoni |

| Arbitro: | Carminati (Milano) |

|  |           |       |
|  | Marcatori | Viani |

| Arbitro: | Soliani (Genova) |

|                          |           |         |
| Viani ?’, ?’, ?’ Biagini | Marcatori | Bellini |

#### Girone di ritorno
| Arbitro: | Biancone (Roma) |

|                          |           |              |
| Camerini Colli ?’ (rig.) | Marcatori | ?’, ?’ Coppa |

| Arbitro: | Moretti (Genova) |

|                                  |           |  |
| Viani ?’, ?’, ?’ Marchini ?’, ?’ | Marcatori |  |

| Arbitro: | Tagliapietra (Padova) |

|                               |           |         |
| Marchini Coppa Viani Andreoli | Marcatori | Coccolo |

| Arbitro: | Dattilo (Roma) |

|         |           |  |
| Mariani | Marcatori |  |

| Arbitro: | Garzena (Voghera) |

|                       |           |  |
| Andreoli Viani ?’, ?’ | Marcatori |  |

| Arbitro: | Carminati (Milano) |

|                                     |           |  |
| Viani ?’, ?’ Coppa Biagini Andreoli | Marcatori |  |

| Arbitro: | Scotto (Savona) |

|                               |           |       |
| Montanari ?’, ?’ Bedendo Neri | Marcatori | Coppa |

| Arbitro: | Pirovano (Monza) |

|               |           |  |
| Pomponi Conti | Marcatori |  |

| Arbitro: | Mazza (Torre del Greco) |

|                                      |           |  |
| Viani ?’ (rig.), ?’ Biagini Andreoli | Marcatori |  |

| Arbitro: | Soliani (Genova) |

|                 |           |                  |
| Lemmetti ?’, ?’ | Marcatori | Viani II Biagini |

| Arbitro: | Levrero (Genova) |

|                       |           |  |
| Viani ?’, ?’ Andreoli | Marcatori |  |

| Arbitro: | Corradini (Bologna) |

|                     |           |                 |
| Ricci Coppa Biagini | Marcatori | ?’ (aut.) Ricci |

| Arbitro: | Mattea (Torino) |

|  |           |         |
|  | Marcatori | Biagini |

| Arbitro: | Puglia (Napoli) |

|                    |           |                       |
| Scher Viani ?’, ?’ | Marcatori | Rossi ?’ (aut.) Ricci |

| Arbitro: | Scotto (Savona) |

|        |           |          |
| Cavani | Marcatori | Andreoli |

| Arbitro: | Zelocchi (Modena) |

|                  |           |        |
| Michelini ?’, ?’ | Marcatori | Degara |

| Arbitro: | Salvagno (Trieste) |

|  |           |                            |
|  | Marcatori | ?’, ?’ Viani Biagini Coppa |

### Coppa Italia
| Arbitro: | Fois (Roma) |

|              |           |              |
| Viani ?’, ?’ | Marcatori | ?’, ?’ Lessi |

| Arbitro: | Sassi (Roma) |

|                 |           |  |
| Battioni Frossi | Marcatori |  |

## Statistiche

### Statistiche di squadra
| Competizione | Punti | In casa | In casa | In casa | In casa | In casa | In casa | In trasferta | In trasferta | In trasferta | In trasferta | In trasferta | In trasferta | Totale | Totale | Totale | Totale | Totale | Totale | DR  |
| Competizione | Punti | G       | V       | N       | P       | Gf      | Gs      | G            | V            | N            | P            | Gf           | Gs           | G      | V      | N      | P      | Gf     | Gs     | DR  |
| ------------ | ----- | ------- | ------- | ------- | ------- | ------- | ------- | ------------ | ------------ | ------------ | ------------ | ------------ | ------------ | ------ | ------ | ------ | ------ | ------ | ------ | --- |
| Serie B      | 48    | 17      | 16      | 0       | 1       | 54      | 12      | 17           | 5            | 6            | 6            | 21           | 21           | 34     | 21     | 6      | 7      | 75     | 33     | +42 |
| Coppa Italia |       | 1       | 0       | 1       | 0       | 2       | 2       | 1            | 0            | 0            | 1            | 0            | 2            | 2      | 0      | 1      | 1      | 2      | 4      | -2  |
| Totale       | -     | 18      | 16      | 1       | 1       | 56      | 14      | 18           | 5            | 6            | 7            | 21           | 23           | 36     | 21     | 7      | 8      | 77     | 37     | +40 |

### Statistiche dei giocatori
| Giocatore     | Serie B  | Serie B | Coppa Italia | Coppa Italia | Totale   | Totale |
| Giocatore     | Presenze | Reti    | Presenze     | Reti         | Presenze | Reti   |
| ------------- | -------- | ------- | ------------ | ------------ | -------- | ------ |
| F. Alberti    | 30       | 0       | 1            | 0            | 31       | 0      |
| P. Andreoli   | 30       | 6       | 2            | 0            | 32       | 6      |
| B. Biagini    | 33       | 9       | 1            | 0            | 34       | 9      |
| E. Coppa      | 30       | 12      | 1            | 0            | 31       | 12     |
| G. Dossena    | 34       | 0       | 1            | 0            | 35       | 0      |
| Galli         | -        | -       | 1            | 0            | 1        | 0      |
| Lippi         | -        | -       | 1            | 0            | 1        | 0      |
| M. Marianetti | 1        | 1       | -            | -            | 1        | 1      |
| L. Marchini   | 34       | 9       | 1            | 0            | 35       | 9      |
| D. Michelini  | 1        | 2       | 1            | 0            | 2        | 2      |
| S. Morelli    | 8        | 0       | 1            | 0            | 9        | 0      |
| S. Musmeci    | 4        | 0       | 1            | 0            | 5        | 0      |
| A. Olivieri   | 34       | -33     | 2            | -4           | 36       | -37    |
| G. Parissone  | 4        | 0       | 1            | 0            | 5        | 0      |
| A. Perduca    | 30       | 0       | 1            | 0            | 31       | 0      |
| I. Pescini    | 24       | 0       | 2            | 0            | 26       | 0      |
| B. Ricci      | 11       | 1       | 1            | 0            | 12       | 1      |
| B. Scher      | 32       | 2       | 1            | 0            | 33       | 2      |
| Todini        | -        | -       | 1            | 0            | 1        | 0      |
| V. Viani      | 34       | 35      | 1            | 2            | 35       | 37     |